# Joseph Roger Jourdain

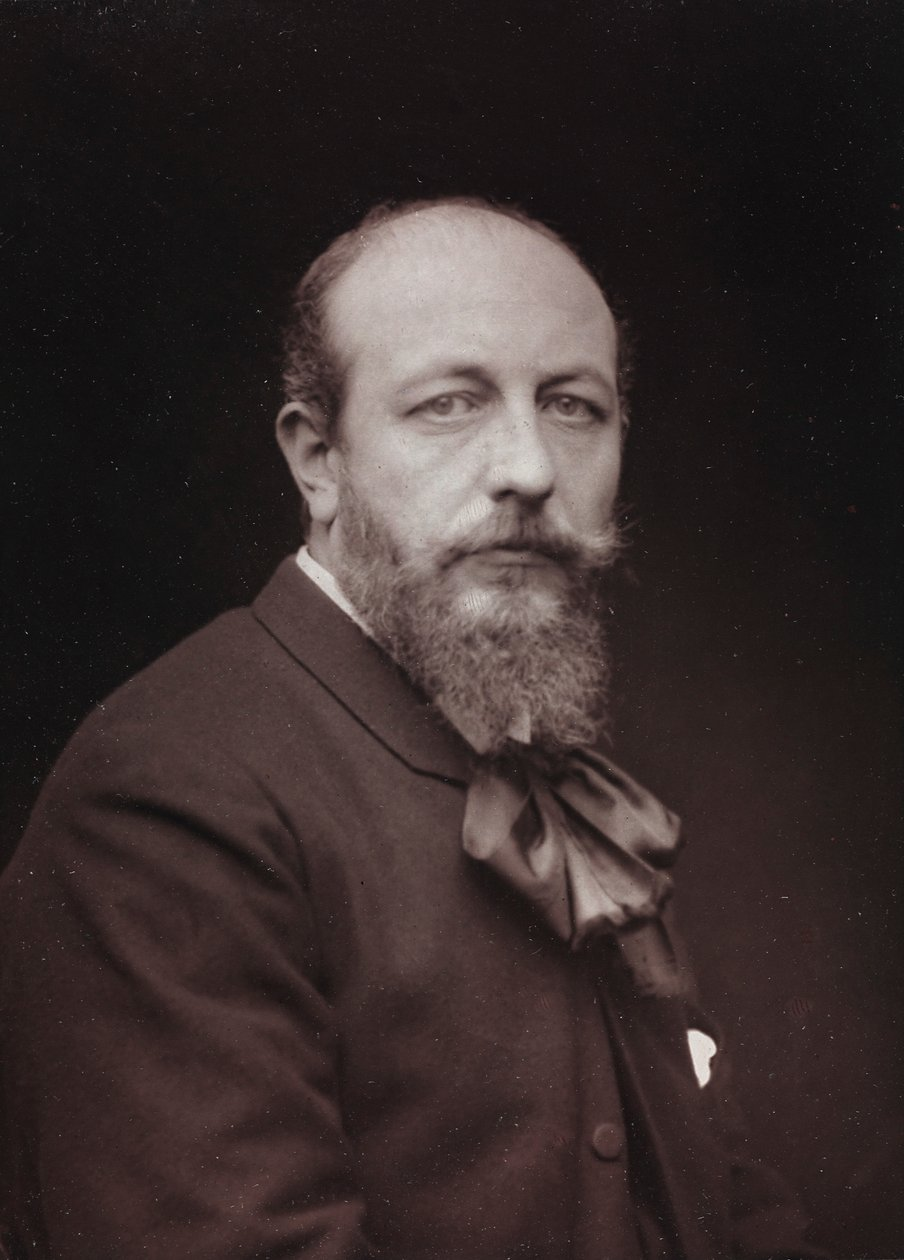
Roger-Joseph Jourdain. Fotografie von Charles-Louis Michelez.

Joseph Roger Jourdain (* 11. Dezember 1845 in Louviers, Département Eure; † 18. August 1918 in Paris) war ein französischer Maler. Später nennt er sich auch Roger Jourdain.

## Leben
Als Sohn eines reichen Textilfabrikanten beschloss Jourdain, Maler zu werden. Er studierte in Paris an der École des Beaux-Arts, unter anderem bei Alexandre Cabanel. Reisen führten ihn 1868 nach Italien und Spanien, wo er Werke von Diego Velázquez kopierte, 1873 nach Ägypten und um 1882/83 nach England.
Jourdain ließ sich am Boulevard Berthier im 17. Arrondissement nieder und eröffnete dort sein Atelier. In der Nachbarschaft wohnten seine Freunde und Kollegen Albert Besnard, Ernest Duez und John Singer Sargent. 1881 heiratete er die erst 19-jährige Henriette, Tochter des Malers Léopold de Moulignon. Als bezaubernde Gastgeberin inspirierte sie sowohl Besnard, Sargent als auch Giovanni Boldini zu charmanten Porträts, während ihr der befreundete Komponist Gabriel Fauré das Lied Aurore (1884) widmete. Auch ihr Ehemann hat sie mehrmals gemalt.
1900–06 war Jourdain Bürgermeister des Pariser Vororts Rueil-Malmaison. Kurz nachdem sein Sohn im Ersten Weltkrieg getötet wurde, starb auch Roger-Joseph Jourdain in Paris. Seine Witwe zog sich nach Blois (Département Loir-et-Cher) zurück, wo sie 1928 starb.

## Werke (Auswahl)
- Porträt seiner Ehefrau.
- Paysage au cerisier en fleur.
- Jeu de ball.
- En attendant l’audition.
- Le Chaland.